# يوري نيكولاييف
يوري ألكساندروفيتش نيكولاييف (بالروسية: Юрий Александрович Николаев؛ من مواليد 16 ديسمبر 1948، تشيسيناو) هو مقدم برامج تلفزيونية وإذاعية سوفييتي وروسي وممثل. حصل على لقب فنان الشعب الروسي في عام 1998، أصبح عضوًا في أكاديمية التلفزيون الروسي عام 2007 . حصل على وسام الصداقة بموجب مرسوم رئاسي في 9 مايو 2007، حصل على وسام الشرف في 14 يناير 2014 "لمساهمته الكبيرة في تطوير التلفزيون الوطني والإذاعة والمطبوعات وسنوات عديدة من النشاط المثمر.
يدعم نيكولاييف قانون الدعاية الروسي المناهض للمثليين، والذي يحظر "الدعاية للعلاقات الجنسية غير التقليدية".